# Ganymede (satelit)
Ganymede, un satelit al lui Jupiter (Jupiter III), este cel mai mare și mai masiv dintre sateliții Sistemului Solar. Al nouălea obiect ca mărime (inclusiv Soarele) al Sistemului Solar, este cel mai mare fără o atmosferă substanțială. Are un diametru de 5,268 kilometri (3,273 mi), ceea ce îl face cu 26 % mai mare decât planeta Mercur în volum, deși este cu doar 45 % la fel de masivă. Dispunând de un miez metalic, are cel mai mic factor de moment al inerției dintre orice corp solid din Sistemul Solar și este singurul satelit despre care se știe că are un câmp magnetic. În afară de Jupiter, este al șaptelea satelit și al treilea dintre sateliții galileeni, primul grup de obiecte descoperite în jurul unei alte planete.  Ganymede orbitează în jurul lui Jupiter în aproximativ șapte zile și are o rezonanță orbitală de 1:2:4 cu Europa și, respectiv, Io.
Ganymede este compus din cantități aproximativ egale de rocă silicatică și apă. Este un corp complet diferențiat, cu un miez lichid bogat în fier și un ocean intern care poate conține mai multă apă decât toate oceanele Pământului la un loc.     Suprafața sa este compusă din două tipuri principale de teren. Regiunile întunecate, saturate cu cratere și datate cu patru miliarde de ani în urmă, acoperă aproximativ o treime din acesta. Regiunile mai deschise la culoare, tăiate de șanțuri și creste extinse și doar puțin mai tinere, acoperă restul. Cauza perturbării geologiei terenului deschis nu este pe deplin cunoscută, dar a fost probabil rezultatul activității tectonice din cauza încălzirii mareice. 
Câmpul magnetic al lui Ganymede este probabil creat prin convecție în interiorul miezului său de fier lichid, creat și de forțele mareice ale lui Jupiter.  Câmpul magnetic slab este îngropat în câmpul magnetic mult mai mare al lui Jupiter și s-ar arăta doar ca o perturbare locală a liniilor de câmp. Ganymede are o atmosferă subțire de oxigen care include O, O 2 și, posibil, O 3 ( ozon ). Hidrogenul atomic este un constituent minor al atmosferei. Nu se știe dacă Ganymede are o ionosferă asociată cu atmosfera sa. 
Descoperirea lui Ganymede este atribuită lui Galileo Galilei, primul care l-a observat, pe 7 ianuarie 1610.  Numele său a fost sugerat curând de astronomul Simon Marius, după mitologicul Ganymede, un prinț troian dorit de Zeus (omologul grec al lui Jupiter ), care l-a luat pentru a fi paharnicul zeilor.  Începând cu Pioneer 10, mai multe nave spațiale l-au explorat pe Ganymede.  Sondele Voyager, Voyager 1 și Voyager 2, au rafinat măsurătorile dimensiunii sale, în timp ce Galileo i-a descoperit oceanul subteran și câmpul magnetic. Următoarea misiune planificată către sistemul Jovian este Jupiter Icy Moon Explorer (JUICE) al Agenției Spațiale Europene, care urmează să fie lansată în 2023.  După zboruire tuturor celor trei sateliți de gheață galileeni, se plănuiește să intre pe orbita în jurul lui Ganymede. 

## Istorie

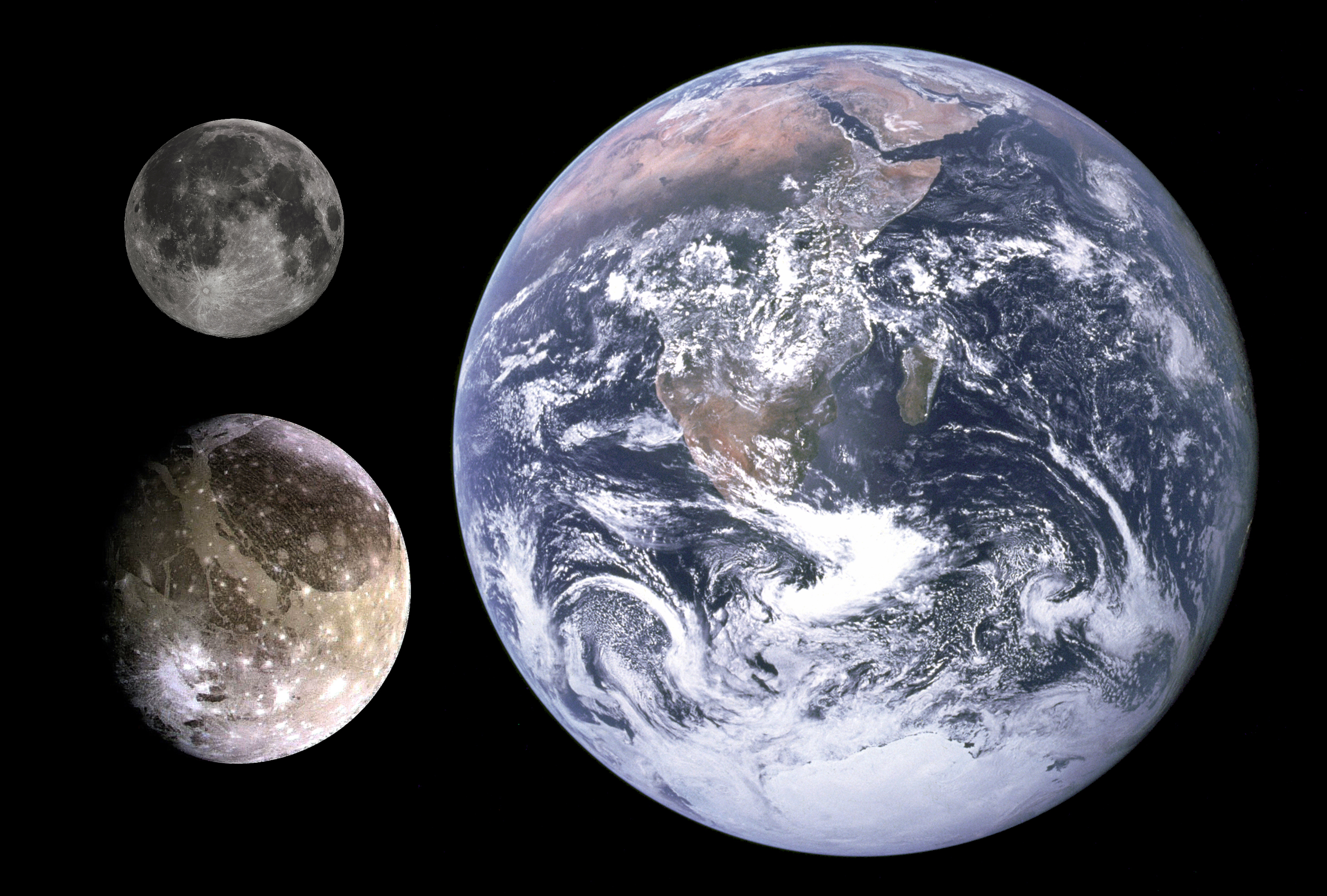
Comparația dimensiunilor Pământului, Lunii (stânga sus) și a lui Ganymede (stânga jos)

Înregistrările astronomice chineze raportează că în 365 î.Hr., Gan De a detectat cu ochiul liber ceea ce ar fi putut fi o lună a lui Jupiter, probabil Ganymede.   Cu toate acestea, Gan De a raportat că culoarea însoțitorului este roșiatică, ceea ce este surprinzător, deoarece sateliții sunt prea slabi pentru ca culoarea lor să fie percepută cu ochiul liber.  Shi Shen și Gan De au făcut împreună observații destul de precise ale celor cinci planete majore.  
Pe 7 ianuarie 1610, Galileo Galilei a folosit un telescop pentru a observa ceea ce credea că sunt trei stele lângă Jupiter, inclusiv ceea ce s-a dovedit a fi Ganymede, Callisto și un corp care s-a dovedit a fi lumina combinată de la Io și Europa; în noaptea următoare a observat că s-au mutat. Pe 13 ianuarie, i-a văzut pe toți patru deodată pentru prima dată, dar a văzut fiecare dintre sateliți înainte de această dată cel puțin o dată. Până pe 15 ianuarie, Galileo a ajuns la concluzia că stelele erau de fapt corpuri care orbitează în jurul lui Jupiter.

## Nume
Galileo a pretins dreptul de a numi sateliții pe care îi descoperise. A considerat „Stelele Cosmiane” și s-a stabilit pe „ Stelele Mediceene ”, în onoarea lui Cosimo II de’ Medici. 

Astronomul francez Nicolas-Claude Fabri de Peiresc a sugerat nume individuale din familia Medici pentru satelți, dar propunerea sa nu a fost preluată.  Simon Marius, care pretindea inițial că a găsit sateliții galileeni,  a încercat să numească sateliții „Saturnul lui Jupiter”, „Jupiterul lui Jupiter” (acesta a fost Ganymede), „Venus lui Jupiter” și „Mercurul lui Jupiter”, o altă nomenclatură care nu a prins niciodată. Dintr-o sugestie a lui Johannes Kepler, Marius a sugerat un alt sistem de denumire bazat pe mitologia greacă: 
„... Quin etiam impensius amavit Ganymedem puerum formosum, Trois Regis filium, adeo etiam assumptâ aquilæ figurâ, illum humeris impositum, in cœlum transportavit, prout fabulantur poetæ... à me vocatur... Tertius ob luminis Majestatem Ganymedes... [Io,] Europa, Ganimedes puer, atque Calisto, lascivo nimium perplacuere Jovi.

... Apoi era Ganymede, chipeșul fiu al Regelui Tros, pe care Jupiter, luând forma unui vultur, l-a transportat în rai pe spate, așa cum povestesc fabulos poeții ... Al treilea [satelit] este numit Ganymede de mine din cauza măreției sale de lumină ... Io, Europa, băiatul Ganymede, și Callisto l-au încântat foarte mult pe Jupiter.”
Acest nume și cele ale celorlalți sateliți galileeni au ieșit din uz â pentru o perioadă considerabilă de timp și nu au fost utilizate în mod obișnuit până la mijlocul secolului al XX-lea. În cea mai mare parte a literaturii astronomice anterioare, Ganymede este menționat în schimb prin denumirea sa numerică romană, Jupiter III (un sistem introdus de Galileo), cu alte cuvinte „al treilea satelit al lui Jupiter”. În urma descoperirii sateliților lui Saturn, un sistem de denumire bazat pe cel al lui Kepler și Marius a fost folosit pentru sateliții lui Jupiter.  Ganymede este singurul satelit galilean a lui Jupiter numită după o figură masculină - ca Io, Europa și Callisto, a fost un iubit de-al lui Zeus.
Sateliții galileeni păstrează ortografia italiană a numelor lor. În cazurile lui Io, Europa și Callisto, acestea sunt identice cu limba latină, dar forma latină a lui Ganymede este Ganymedes.

## Orbită și rotație

Rezonanța Laplace a lui Ganymede, Europa și Io (conjuncțiile sunt evidențiate prin modificări de culoare)

Ganymede orbitează în jurul lui Jupiter la o distanță de 1.070.400 km, al treilea dintre sateliții galileeni,  și completează o revoluție la fiecare șapte zile și trei ore. La fel ca majoritatea sateliților cunoscuți, Ganymede este în rotație sincronă, cu o parte mereu îndreptată spre planetă, prin urmare și ziua sa este de șapte zile și trei ore.  Orbita sa este foarte puțin excentrică și înclinată față de ecuatorul Jovian, excentricitatea și înclinația schimbându-se cvasi-periodic datorită perturbațiilor gravitaționale solare și planetare pe intervale de timp de secole. Intervalele de modificare sunt 0,0009–0,0022 și, respectiv, 0,05–0,32°.  Aceste variații orbitale fac ca înclinarea axială (unghiul dintre axele de rotație și cea orbitală) să varieze între 0 și 0,33°. 
Ganymede participă la rezonanțe orbitale cu Europa și Io: pentru fiecare orbită a lui Ganymede, Europa orbitează de două ori și Io orbitează de patru ori.   Conjuncțiile (alinierea pe aceeași parte a lui Jupiter) între Io și Europa apar atunci când Io este la perijov și Europa la apojov. Conjuncțiile dintre Europa și Ganymede apar atunci când Europa este la perijov.  Longitudinele conjuncțiilor Io–Europa și Europa–Ganymede se modifică cu aceeași rată, făcând imposibile conjuncțiile triple. O rezonanță atât de complicată se numește rezonanță Laplace.  Rezonanța Laplace actuală nu poate pompa excentricitatea orbitală a lui Ganymede la o valoare mai mare.  Valoarea de aproximativ 0,0013 este probabil o rămășiță dintr-o epocă anterioară, când o astfel de pompare era posibilă.  Excentricitatea orbitală ganymediană este oarecum confuză; dacă nu este pompat acum ar fi trebuit să se degradeze de mult din cauza disipării mareice din interiorul lui Ganymede.  Aceasta înseamnă că ultimul episod al creșterii excentricității s-a petrecut cu doar câteva sute de milioane de ani în urmă.  Deoarece excentricitatea orbitală a lui Ganymede este relativ scăzută – în medie 0,0015  – încălzirea mareică este neglijabilă acum.  Cu toate acestea, în trecut, Ganymede poate să fi trecut printr-una sau mai multe rezonanțe asemănătoare cu rezonața Laplace care au fost capabile să pompeze excentricitatea orbitală la o valoare de până la 0,01–0,02.  Acest lucru a provocat probabil o încălzire mareică semnificativă a interiorului lui Ganymede; formarea terenului canelat poate fi rezultatul unuia sau mai multor episoade de încălzire. 
Există două ipoteze pentru originea rezonanței Laplace între Io, Europa și Ganymede: că este primordială și a existat de la începutul Sistemului Solar;  sau că s-a dezvoltat după formarea Sistemului Solar. O posibilă secvență de evenimente pentru acest ultim scenariu este următoarea: Io a ridicat maree pe Jupiter, determinând orbita lui Io să se extindă (datorită conservării impulsului) până când a întâlnit rezonanța 2:1 cu Europa; după aceea, expansiunea a continuat, dar o parte din momentul unghiular a fost transferat în Europa, deoarece rezonanța a făcut ca și orbita sa să se extindă; procesul a continuat până când Europa a întâlnit rezonanța 2:1 cu Ganymede.  În cele din urmă, ratele de derivă ale conjuncțiilor dintre toate cei trei sateliți au fost sincronizate și blocate în rezonanța Laplace. 

## Caracteristici fizice

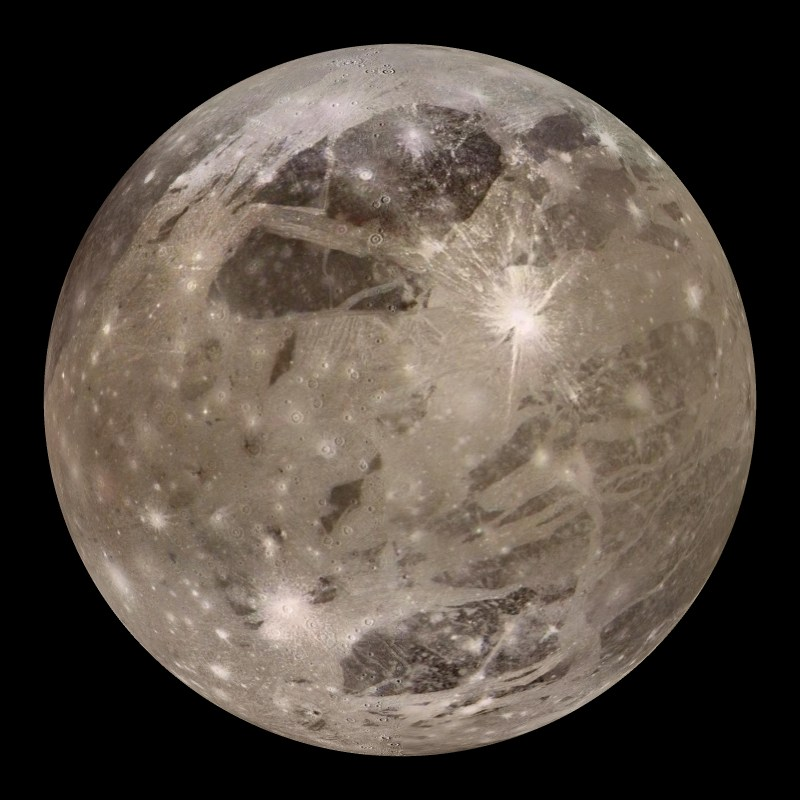
Reprezentarea lui ganymede centrată pe 45° longitudine V.; zonele întunecate sunt regiunile Perrine (superioare) și Nicholson (inferioare); cratere proeminente sunt Tros (dreapta sus) și Cisti (stânga jos).

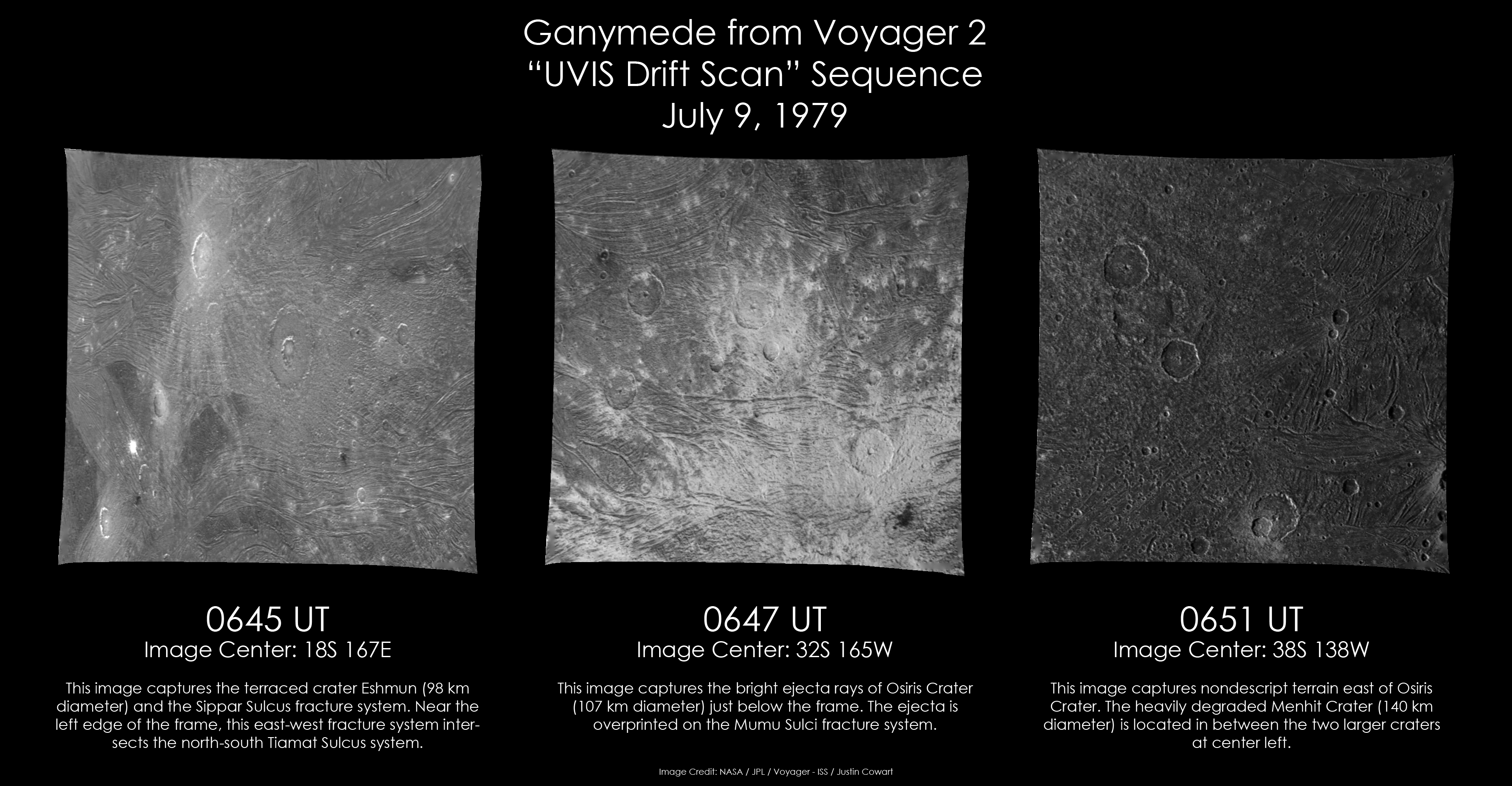
Trei imagini de înaltă rezoluție ale lui Ganymede realizate de Voyager 1 aproape de cea mai apropiată apropiere pe 9 iulie 1979.

### Mărime
Cu un diametru de aproximativ 5270 km și o masă de 1.48×1020 de tone, ganymede este cel mai mare și mai masiv satelit din Sistemul Solar.  Este puțin mai masiv decât al doilea cel mai masiv satelit, satelitul lui Saturn Titan, și este de două ori mai masiv decât Luna Pământului. Este mai mare decât planeta Mercur (diametru 4880 km), deși mult mai puțin masiv, cu doar 45% din masa lui Mercur. Această masă înseamnă, de asemenea, că, deși Ganymede este al nouălea cel mai mare obiect din sistemul solar, este doar al zecelea ca masă.

### Compoziție
Densitatea medie a lui Ganymede, 1,936 g /cm 3 (puțin mai mare decât cea a lui Callisto), sugerează o compoziție din aproximativ părți egale de material stâncos și în principal gheață. O parte din apă este lichidă, formând un ocean subteran.  Fracția de masă a gheții este între 46 și 50 %, ceea ce este puțin mai mică decât cea din Callisto.  Unele gheațuri volatile suplimentare, cum ar fi amoniacul, pot fi, de asemenea, prezente.   Compoziția exactă a rocii lui Ganymede nu este cunoscută, dar este probabil apropiată de compoziția condritelor obișnuite de tip L / LL,  care se caracterizează prin mai puțin fier total, mai puțin fier metalic și mai mult oxid de fier decât condritele H. Raportul de greutate dintre fier și siliciu variază între 1,05 și 1,27 în Ganymede, în timp ce raportul solar este de aproximativ 1,8. 

### Forme de relief

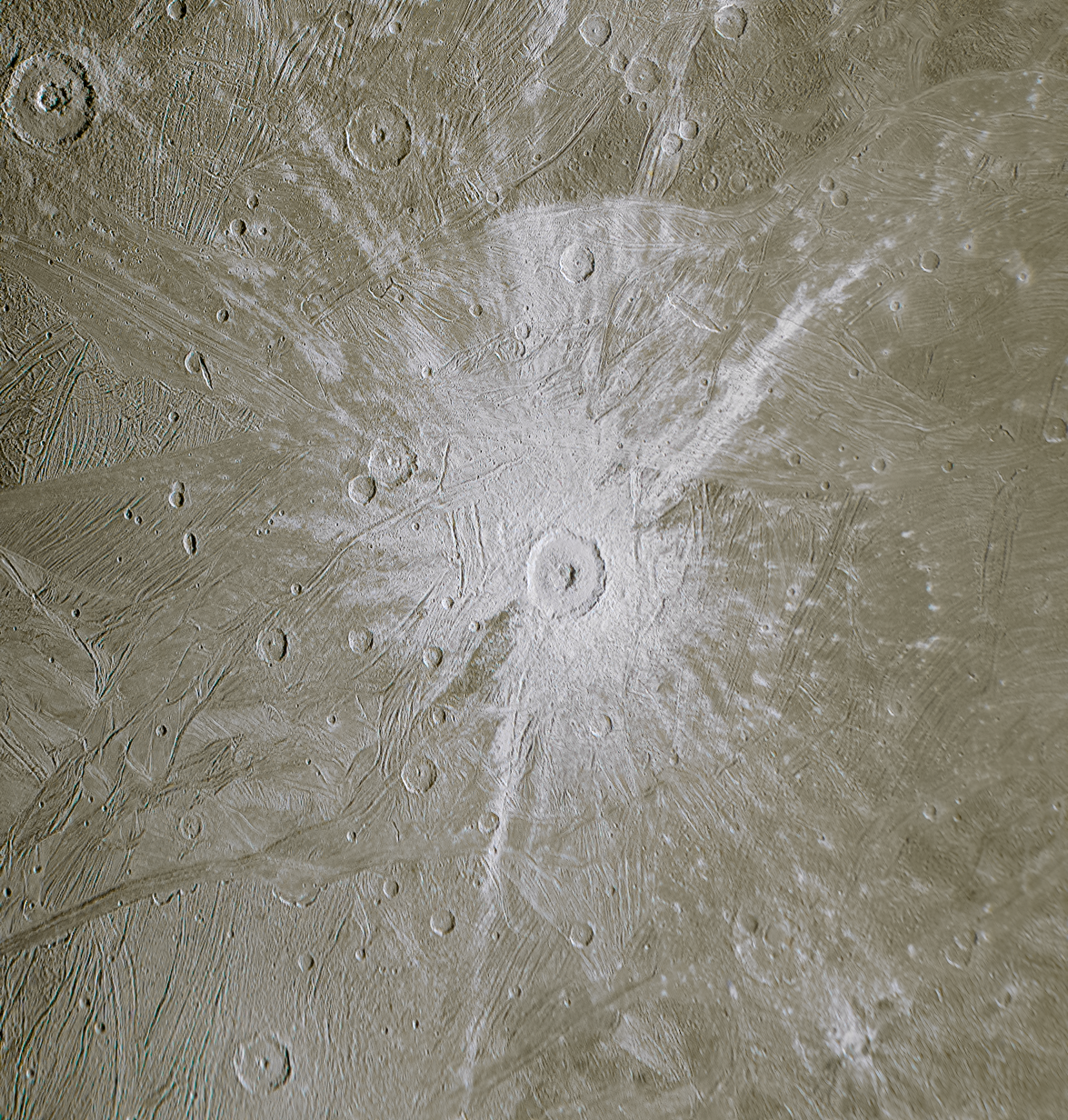
Craterul Tros, fotografiat de Juno pe 7 iunie 2021.

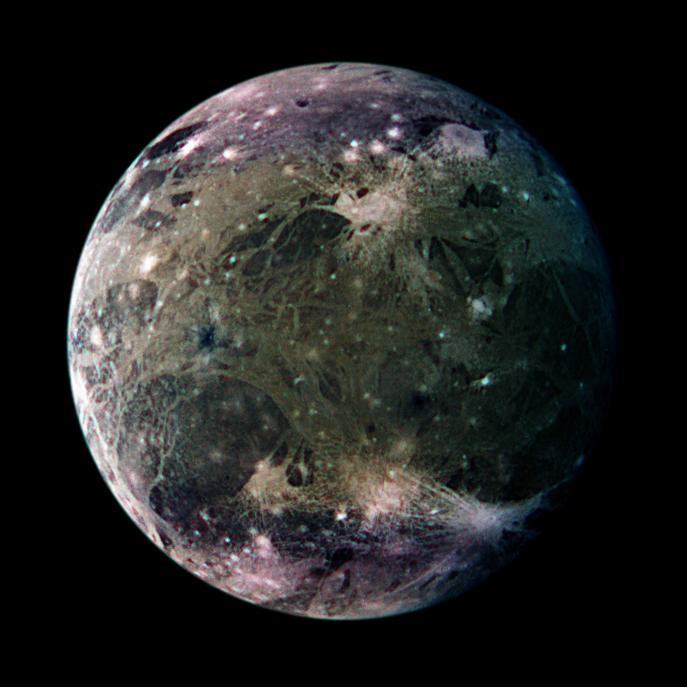
Imagine în culoare îmbunătățită de la nava spațială Galileo a emisferei posterioare a lui Ganymede. Razele proeminente ale craterului Tashmetum sunt în dreapta jos, iar câmpul mare de resturi al lui Hershef în dreapta sus. O parte a întunecatei Nicholson Regio este în stânga jos, delimitată în dreapta sus de Harpagia Sulcus.

Suprafața lui Ganymede are un albedo de aproximativ 43 %.  Gheața pare să fie omniprezentă pe suprafața sa, cu o fracțiune de masă de 50–90 %, semnificativ mai mare decât în Ganymede în ansamblu. Spectroscopia în infraroșu apropiat a evidențiat prezența benzilor puternice de absorbție a gheții la lungimi de undă de 1,04, 1,25, 1,5, 2,0 și 3,0 μm.  Terenul canelat este mai luminos și are în compoziție mai multă gheață decât terenul întunecat.  Analiza spectrelor de înaltă rezoluție, în infraroșu apropiat și UV obținute de sonda Galileo și din observațiile de pe Pământ a scos la iveală diverse materiale non-apă: dioxid de carbon, dioxid de sulf și, eventual, cianogen, hidrogen sulfat și diverși compuși organici.  Rezultatele Galileo au arătat, de asemenea, sulfat de magneziu ( MgSO4 ) și, posibil, sulfat de sodiu ( Na2SO4 ) pe suprafața lui Ganymede.   Aceste săruri pot proveni din oceanul subteran.
Albedo-ul suprafeței Ganymediane este foarte asimetric; emisfera anterioară este mai strălucitoare decât celaltă.  Este similar cu Europa, dar invers pentru Callisto.  Emisfera posterioară a lui Ganymede pare să fie îmbogățită cu dioxid de sulf.   Distribuția dioxidului de carbon nu demonstrează nicio asimetrie emisferică, deși nu se observă în apropierea polilor.   Craterele de pe Ganymede (cu excepția unuia) nu prezintă nicio îmbogățire în dioxid de carbon, ceea ce îl deosebește și de Callisto. Gazul de dioxid de carbon al lui Ganymede a fost probabil epuizat în trecut.
Suprafața lui Ganymede este un amestec de două tipuri de teren: foarte vechi, foarte craterizat, regiuni întunecate și regiuni oarecum mai tinere (dar încă vechi), mai deschise, marcate cu o gamă extinsă de șanțuri și creste. Terenul întunecat, care cuprinde aproximativ o treime din suprafață,  conține argile și materiale organice care ar putea indica compoziția impactorilor din care sateliții jovieni s-au acumulat. 
Mecanismul de încălzire necesar pentru formarea terenului canelat de pe Ganymede este o problemă nerezolvată în științele planetare. Viziunea modernă este că terenul canelat este în principal de natură tectonică. Se crede că criovulcanismul a jucat doar un rol minor, dacă este cazul. Forțele care au cauzat tensiunile puternice în litosfera de gheață Ganymediană necesare inițierii activității tectonice pot fi legate de evenimentele de încălzire mareică din trecut, posibil cauzate atunci când satelitul a trecut prin rezonanțe orbitale instabile.  Flexiunea mareică a gheții poate să fi încălzit interiorul și să fi pus stres pe litosferă, ducând la dezvoltarea crăpăturilor și a faliilor de hort și graben, care au șters vechiul teren întunecat pe 70 % din suprafață.  Formarea terenului canelat poate fi, de asemenea, legată de formarea timpurie a miezului și încălzirea mareică ulterioară din interiorul lui Ganymede, care ar fi putut cauza o ușoară expansiune a lui Ganymede cu unu până la șase procente din cauza transformărilor de fază în gheață și a dilatării termice. În timpul evoluției ulterioare în adâncime, penele de apă caldă s-ar fi putut ridica de la miez la suprafață, ducând la deformarea tectonică a litosferei.  Încălzirea radiogenică din satelit este cea mai relevantă sursă de căldură actuală, contribuind, de exemplu, la adâncimea oceanului. Modelele de cercetare au descoperit că, dacă excentricitatea orbitală ar fi cu un ordin de mărime mai mare decât în prezent (cum ar fi putut fi în trecut), încălzirea mareică ar fi o sursă de căldură mai substanțială decât încălzirea radiogenă. 

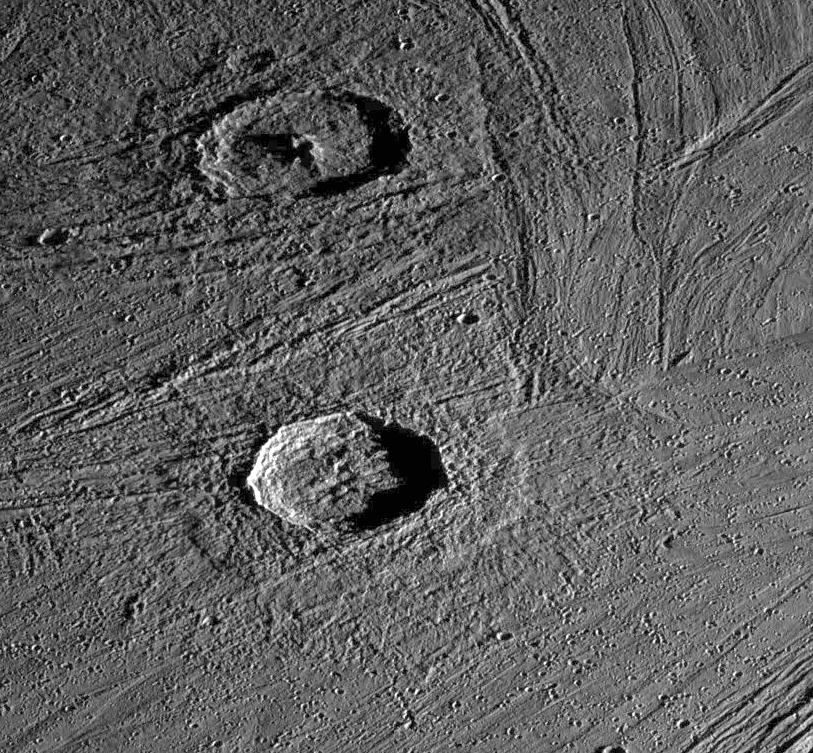
Craterele Gula și Achelous (partea de jos), în terenul canelat al lui Ganymede, cu „ piedestale ” aruncate și metereze.

Craterizarea este observată pe ambele tipuri de teren, dar este mai ales extinsă pe terenul întunecat: pare să fie saturată de cratere de impact și a evoluat în mare măsură prin evenimentele de impact. Terenul mai strălucitor, cu canale conține mult mai puține forme derelief de impact, care au fost doar de o importanță minoră pentru evoluția sa tectonă. Densitatea craterizării indică o vârstă de 4 ani miliarde de ani pentru terenul întunecat, similar zonelor înalte ale Lunii și o vârstă ceva mai tânără pentru terenul canelat (dar cât de tânăr este incert).  Este posibil ca Ganymede să fi trecut printr- o perioadă de craterizare puternică acum 3,5 până la 4 miliarde de ani similar Luna.  Dacă este adevărat, marea majoritate a impacturilor au avut loc în acea epocă, în timp ce rata craterizării a fost mult mai mică de atunci.  Cratere atât se suprapun, cât și sunt tăiate transversal de sistemele de canaluri, ceea ce indică faptul că unele dintre canale sunt destul de vechi. Sunt vizibile și cratere relativ tinere cu raze.   Craterele Ganymediane sunt mai plate decât cele de pe Lună și Mercur. Acest lucru se datorează probabil naturii relativ slabe a scoarței de gheață a lui Ganymede, care poate (sau ar putea) curge și, prin urmare, înmoaie relieful. Cratere antice al căror relief a dispărut lasă doar o „fantomă” a unui crater cunoscut sub numele de palimpsest. 
O formă de relief semnificativă a lui Ganymede este o câmpie întunecată numită Galileo Regio, care conține o serie de șanțuri concentrice, sau brazde, probabil create în timpul unei perioade de activitate geologică. 
Ganymede are, de asemenea, calote polare, probabil compuse din brumă de apă. Bruma se extinde până la 40° latitudine.  Aceste calote polare au fost văzute pentru prima dată de sonda spațială Voyager. Teoriile privind formarea calotelor includ migrarea apei la latitudini mai mari și bombardarea gheții de către plasmă. Datele de la Galileo sugerează că acesta din urmă este corect.  Prezența unui câmp magnetic pe Ganymede are ca rezultat un bombardament mai intens de particule încărcate a suprafeței sale în regiunile polare neprotejate; pulverizarea duce apoi la redistribuirea moleculelor de apă, bruma migrând în zonele mai reci local din terenul polar. 
Un crater numit Anat oferă punctul de referință pentru măsurarea longitudinii pe ganymede. Prin definiție, Anat se află la 128° longitudine.  Longitudinea de 0° este direct îndreptată spre Jupiter și, dacă nu este specificat altfel, longitudinea crește spre vest. 

### Structura interna
Ganymede pare să fie complet diferențiat, cu o structură internă constând dintr-un miez de sulfură de fier- fier, o manta de silicat și straturi exterioare de gheață și apă lichidă.   Grosimile precise ale diferitelor straturi din interiorul lui ganymede depind de compoziția presupusă a silicaților (fracția de olivină și piroxen ) și de cantitatea de sulf din miez.    Ganymede are cel mai mic factor de moment de inerție, 0,31, dintre corpurile solide ale Sistemului Solar. Aceasta este o consecință a conținutului său substanțial de apă și a interiorului complet diferențiat.

#### Oceane subterane

Reprezentare artistică a structurii interne a lui Ganymede. Straturi desenate la scară.

În anii 1970, oamenii de știință de la NASA au bănuit pentru prima dată că Ganymede are un ocean gros între două straturi de gheață, unul la suprafață și unul sub un ocean lichid și deasupra mantalei de rocă.     În anii 1990, misiunea Galileo a NASA a zburat pe lângă Ganymede și a găsit indicii ale unui astfel de ocean subteran.  O analiză publicată în 2014, luând în considerare termodinamica realistă a apei și efectele sării, sugerează că Ganymede ar putea avea un teanc de mai multe straturi oceanice separate de diferite faze de gheață, cu cel mai de jos strat de lichid adiacent mantalei de rocă.     Contactul apă-rocă poate fi un factor important în originea vieții.  Analiza remarcă, de asemenea, că adâncimile extreme implicate (~800 km până la „fundul mării”) stâncos înseamnă că temperaturile de pe fundul unui ocean convectiv (adiabatic) pot fi cu până la 40 K mai mari decât cele de la interfața gheață-apă.
În martie 2015, oamenii de știință au raportat că măsurătorile cu telescopul spațial Hubble ale modului în care aurorele s-au deplasat au confirmat că Ganymede are un ocean sub suprafață.  Un ocean mare de apă sărată afectează câmpul magnetic al lui Ganymede și, în consecință, aurora acestuia.     Dovezile sugerează că oceanele lui Ganymede ar putea fi cele mai mari din întregul Sistem Solar. 
vExistă unele speculații cu privire la posibila locuibilitate a oceanului lui Ganymede.  

#### Nucleu
Existența unui nucleu lichid, bogat în fier și nichel  oferă o explicație naturală pentru câmpul magnetic intrinsec al lui Ganymede detectat de sonda Galileo.  Convecția în fierul lichid, care are o conductivitate electrică ridicată, este modelul cel mai rezonabil de generare a câmpului magnetic.  Densitatea miezului este de 5,5–6 g/ iar mantaua de silicat este de 3,4–3,6 g/ cm3.     Raza acestui nucleu poate fi de până la 500 km.  Temperatura din miezul lui Ganymede este probabil de 1500–1700 K și presiunea de până la 10 gigapascali (99.000 atm).  

### Atmosfera si ionosfera
În 1972, o echipă de astronomi indieni, britanici și americani care lucrau în Java (Indonezia) și Kavalur (India) a susținut că au detectat o atmosferă subțire în timpul unei ocultații, când aceasta și Jupiter au trecut prin fața unei stele.  Ei au estimat că presiunea de suprafață a fost de aproximativ 0,1 Pa (1 microbar).  Cu toate acestea, în 1979, Voyager 1 a observat o ocultare a stelei κ Centauri în timpul zborului său pe lângă Jupiter, cu rezultate diferite.  Măsurătorile de ocultație au fost efectuate în spectrul ultraviolet îndepărtat la lungimi de undă mai mici de 200 nm, care au fost mult mai sensibile la prezența gazelor decât măsurătorile din 1972 făcute în spectrul vizibil. Nicio atmosferă nu a fost dezvăluită de datele Voyager. Limita superioară a densității numărului de particule de suprafață a fost găsită a fi 1.5×109 cm−3, ceea ce corespunde unei presiuni de suprafață mai mică de 2,5 µPa (25 picobari).  Ultima valoare este cu aproape cinci ordine de mărime mai mică decât estimarea din 1972. 

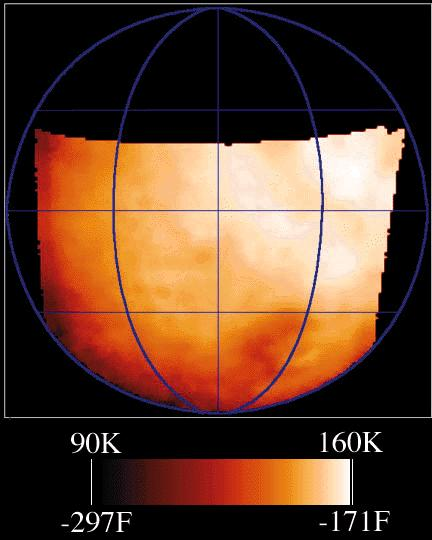
Harta de temperatură a lui Ganymede

În ciuda datelor Voyager, dovezi pentru o atmosferă slabă de oxigen ( exosferă ) pe Ganymede, foarte asemănătoare cu cea găsită pe Europa, a fost găsită de Telescopul Spațial Hubble (HST) în 1995.  HST a observat de fapt o strălucire a aerului de oxigen atomic în ultravioletul îndepărtat la lungimile de undă 130,4 nm și 135,6 nm. O astfel de strălucire a aerului este creată atunci când oxigenul molecular este disociat de impactul electronilor, care este dovada unei atmosfere neutre semnificative compusă predominant din molecule de O2. Densitatea numerică de suprafață se află probabil în intervalul (1.2–7)×108 cm−3, corespunzătoare presiunii de suprafață de 0.2–1.2 µPa. Aceste valori sunt în acord cu limita superioară a lui Voyager stabilită în 1981. Oxigenul nu este o dovadă a vieții; se crede că este produsă atunci când gheața de pe suprafața lui Ganymede este împărțită în hidrogen și oxigen prin radiație, hidrogenul fiind apoi pierdut mai rapid din cauza masei sale atomice scăzute.  Strălucirea aerului observată peste Ganymede nu este omogenă din punct de vedere spațial ca cea de peste Europa. HST a observat două puncte luminoase situate în emisferele nordice și sudice, aproape de ± 50° latitudine, care este exact granița dintre liniile de câmp deschis și închis ale magnetosferei Ganymediane (vezi mai jos).  Petele luminoase sunt probabil aurore polare, cauzate de precipitațiile de plasmă de-a lungul liniilor de câmp deschis. 
Existența unei atmosfere neutre implică existența unei ionosfere, deoarece moleculele de oxigen sunt ionizate de impactul electronilor energetici veniți din magnetosferă  și de radiația solară EUV.  Cu toate acestea, natura ionosferei Ganymediană este la fel de controversată ca natura atmosferei. Unele măsurători Galileo au găsit o densitate de electroni ridicată lângă Ganymede, sugerând o ionosferă, în timp ce altele nu au reușit să detecteze nimic.  Densitatea electronilor în apropierea suprafeței este estimată de diferite surse ca fiind în intervalul 400-2.500 cm −3.  Din 2008, parametrii ionosferei lui Ganymede nu sunt bine constrânși.
Dovezi suplimentare ale atmosferei de oxigen provin din detectarea spectrală a gazelor prinse în gheață de la suprafața lui Ganymede. Detectarea benzilor de ozon ( O3 ) a fost anunțată în 1996.  În 1997, analiza spectroscopică a evidențiat caracteristicile de absorbție a dimerului oxigenului molecular. O astfel de absorbție poate apărea numai dacă oxigenul este într-o fază densă. Cel mai bun candidat este oxigenul molecular prins în gheață. Adâncimea benzilor de absorbție a dimerului depinde de latitudine și longitudine, mai degrabă decât de albedo de suprafață - acestea tind să scadă odată cu creșterea latitudinii pe Ganymede, în timp ce O3 arată o tendință opusă.  Lucrările de laborator au descoperit că O2 nu s-ar aglomera sau nu se va dizolva în gheață la temperatura de suprafață relativ caldă a lui Ganymede de 100 K (-173,15 °C). 
O căutare de sodiu în atmosferă, imediat după o astfel de descoperire pe Europa, nu a găsit nimic în 1997. Sodiul este de cel puțin 13 ori mai puțin abundent în jurul lui Ganymede decât în jurul Europei, posibil din cauza unei deficiențe relative la suprafață sau pentru că magnetosfera respinge particulele energetice.  Un alt constituent minor al atmosferei Ganymediane este hidrogenul atomic. Atomi de hidrogen au fost observați până la 3.000 km de suprafața lui Ganymede. Densitatea lor la suprafață este de aproximativ 1.5×104 cm−3. 
În 2021 au fost detectați vapori de apă în atmosfera lui Ganymede. 

### Magnetosfera
Sonda Galileo a efectuat șase zboruri apropiate ale lui Ganymede între 1995 și 2000 (G1, G2, G7, G8, G28 și G29)  și a descoperit că Ganymede are un moment magnetic permanent (intrinsec) independent de câmpul magnetic jovian.  Valoarea momentului este de aproximativ 1.3 × 1013 T·m3,  care este de trei ori mai mare decât momentul magnetic al lui Mercur. Dipolul magnetic este înclinat față de axa de rotație a lui ganymede cu 176°, ceea ce înseamnă că este îndreptat împotriva momentului magnetic jovian.  Polul său nord se află sub planul orbital. Câmpul magnetic dipol creat de acest moment permanent are o putere de 719 ± 2 nT la ecuatorul lui Ganymede,  care ar trebui comparat cu câmpul magnetic jovian la distanța lui Ganymede — aproximativ 120 nT.  Câmpul ecuatorial al lui Ganymede este îndreptat împotriva câmpului jovian, ceea ce înseamnă că reconectarea este posibilă. Intensitatea câmpului intrinsec la poli este de două ori mai mare decât la ecuator—1440 nT. 
Momentul magnetic permanent sculptează o parte din spațiu în jurul lui Ganymede, creând o magnetosferă minusculă încorporată în cea a lui Jupiter ; este singurul satelit din Sistemul Solar despre care se știe că posedă această caracteristică.  Diametrul său este de 4-5 raze Ganymede.  Magnetosfera Ganymediană are o regiune de linii de câmp închise situată sub 30° latitudine, unde particulele încărcate ( electroni și ioni ) sunt prinse, creând un fel de centură de radiații.  Principala specie de ioni din magnetosferă este oxigenul ionizat unic - O +  - care se potrivește bine cu atmosfera slabă de oxigen a lui Ganymede. În regiunile calotei polare, la latitudini mai mari de 30°, liniile de câmp magnetic sunt deschise, conectându-l pe Ganymede cu ionosfera lui Jupiter.  În aceste zone, au fost detectați electronii și ionii energetici (zeci și sute de kiloelectronvolt ),  care pot provoca aurorele observate în jurul polilor ganymediani.  În plus, ionii grei precipită continuu pe suprafața polară a lui Ganymede, pulverizand și întunecând gheața. 

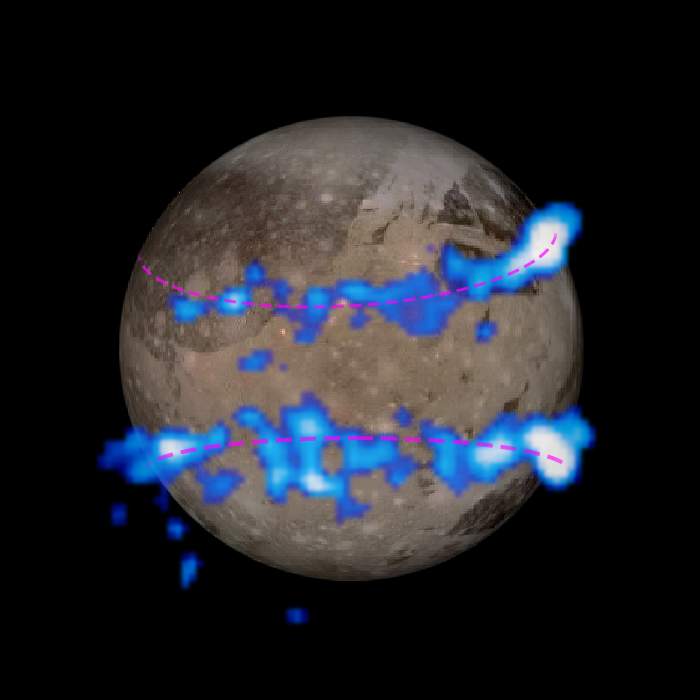
Aurore pe Ganymede — deplasarea centurii aurorale poate indica un ocean salin sub suprafață.

Interacțiunea dintre magnetosfera Ganymediană și plasma joviană este în multe privințe similară cu cea a vântului solar și a magnetosferei Pământului.   Plasma care se rotește împreună cu Jupiter intră în partea trasă a magnetosferei Ganymediane, la fel cum vântul solar lovește magnetosfera Pământului. Principala diferență este viteza fluxului de plasmă - supersonică în cazul Pământului și subsonică în cazul lui Ganymede. Datorită fluxului subsonic, nu există nicio zonă de șoc după emisfera posterioară a lui Ganymede. 
Pe lângă momentul magnetic intrinsec, Ganymede are un câmp magnetic dipol indus.  Existența sa este legată de variația câmpului magnetic jovian de lângă Ganymede. Momentul indus este direcționat radial către sau dinspre Jupiter, urmând direcția părții variabile a câmpului magnetic planetar. Momentul magnetic indus este cu un ordin de mărime mai slab decât cel intrinsec. Intensitatea câmpului indus la ecuatorul magnetic este de aproximativ 60 nT – jumătate din cea a câmpului jovian ambiental.  Câmpul magnetic indus al lui Ganymede este similar cu cel al lui Callisto și Europa, ceea ce indică faptul că Ganymede are și un ocean de apă subteran cu o conductivitate electrică ridicată. 
Având în vedere că Ganymede este complet diferențiat și are un miez metalic,  câmpul său magnetic intrinsec este probabil generat într-un mod similar cu cel al Pământului: ca rezultat al materialului conducător care se mișcă în interior.   Câmpul magnetic detectat în jurul lui Ganymede este probabil cauzat de convecția compozițională în miez,  dacă câmpul magnetic este produsul acțiunii dinamului sau magnetoconvecției.  
În ciuda prezenței unui miez de fier, magnetosfera lui Ganymede rămâne enigmatică, mai ales având în vedere că corpurile similare nu au această caracteristică. Unele cercetări au sugerat că, având în vedere dimensiunea sa relativ mică, miezul ar trebui să se fi răcit suficient până la punctul în care mișcările fluidelor, prin urmare, un câmp magnetic nu ar fi susținut. O explicație este că aceleași rezonanțe orbitale propuse pentru a fi perturbat suprafața au permis, de asemenea, să persiste câmpul magnetic: cu excentricitatea lui ganymede pompată și încălzirea mareică a mantalei a crescut în timpul unor astfel de rezonanțe, reducând fluxul de căldură din miez, lăsându-l fluid și convectiv.  O altă explicație este magnetizarea rămasă a rocilor de silicat din manta, ceea ce este posibilă dacă satelitul a avut un câmp mai semnificativ generat de un dinam în trecut.

### Mediul de radiație
Nivelul de radiație la suprafața lui Ganymede este considerabil mai scăzut decât pe Europa, fiind de 50–80 mSv (5–8 rem) pe zi, o cantitate care ar provoca îmbolnăviri severe sau moartea ființelor umane expuse timp de două luni. 

## Origine și evoluție

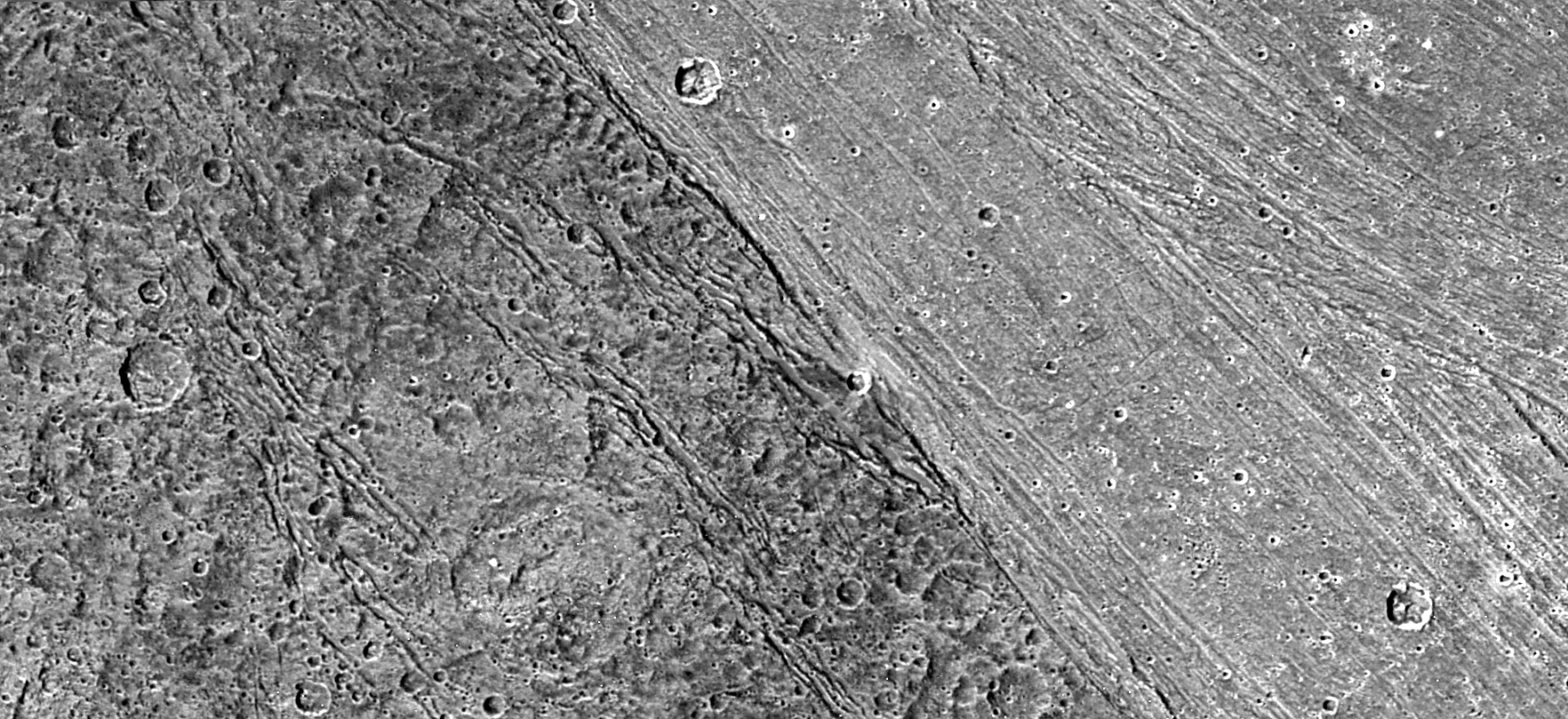
O graniță bine definită împarte vechiul teren întunecat al Nicholson Regio și terenul luminos mai tânăr, fin striat, al Harpagiei Sulcus.

Ganymede s-a format probabil printr-o acreție în subnebuloasa lui Jupiter, un disc de gaz și praf care la înconjurat pe Jupiter după formarea sa.  Acreția lui Ganymede a durat probabil aproximativ 10.000 de ani,  mult mai scurt decât cei 100.000 de ani estimați pentru Callisto. Este posibil ca subnebuloasa joviană să fi fost relativ „însărăcită în gaz” când s-au format sateliții galileeni; aceasta ar fi permis timpii lungi de acumulare necesari lui Callisto.  În contrast, Ganymede s-a format mai aproape de Jupiter, unde subnebuloasa era mai densă, ceea ce explică scala sa de formare mai scurtă.  Această formare relativ rapidă a împiedicat scăparea căldurii acumulative, care ar fi putut duce la topirea gheții și la diferențiere: separarea rocilor și a gheții. Rocile s-au așezat în centru, formând miezul.  În acest sens, Ganymede este diferit de Callisto, care aparent nu a reușit să se topească și să se diferențieze devreme din cauza pierderii căldurii acumulative în timpul formării sale mai lente.  Această ipoteză explică de ce cei doi sateliți jovieni arată atât de diferit, în ciuda masei și compoziției lor similare.   Teoriile alternative explică încălzirea internă mai mare a lui Ganymede pe baza flexiunii marece  sau a lovirii mai intense în timpul bombardamentului puternic târziu.     În acest ultim caz, modelarea sugerează că diferențierea ar deveni un proces fugitiv pentru Ganymede, dar nu pentru Callisto.  
După formare, miezul lui Ganymede a reținut în mare măsură căldura acumulată în timpul acreției și diferențierii, eliberând-o doar încet pe mantaua de gheață.  Mantaua, la rândul ei, a transportat-o la suprafață prin convecție.  Dezintegrarea elementelor radioactive din roci a încălzit și mai mult miezul, provocând o diferențiere crescută: s-a format un miez interior, fier-fier-sulfură și o manta de silicat.   Cu aceasta, Ganymede a devenit un corp complet diferențiat.  Prin comparație, încălzirea radioactivă a lui Callisto nediferențiat a provocat convecție în interiorul său înghețat, care l-a răcit efectiv și a prevenit topirea pe scară largă a gheții și diferențierea rapidă.  Mișcările convective din Callisto au cauzat doar o separare parțială a rocii și a gheții.  Astăzi, Ganymede continuă să se răcească încet.  Căldura eliberată din miezul său și din mantaua de silicat permite existența oceanului subteran , în timp ce răcirea lentă a miezului lichid Fe-FeS provoacă convecție și susține generarea de câmp magnetic.  Fluxul de căldură actual din Ganymede este probabil mai mare decât cel din Callisto. 

## Explorare
Mai multe nave spațiale au efectuat zboruri apropiate ale lui Ganymede: două nave spațiale Pioneer și două Voyager au făcut câte un singur zbor între 1973 și 1979; nava spațială Galileo a făcut șase treceri între 1996 și 2000; iar nava spațială Juno a efectuat două zboruri în 2019 și 2021.  Nicio navă spațială nu a orbitat încă în jurul lui Ganymede, dar au existat mai multe propuneri pentru a face acest lucru, inclusiv misiunea JUICE, care este în prezent în construcție ( Până în 2021 ).

### Zboruri finalizate

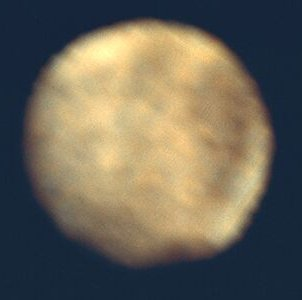
Ganymede din Pioneer 10 (1973)

Prima navă spațială care s-a apropiat de Ganymede a fost Pioneer 10, care a efectuat un zbor în 1973 în timp ce trecea prin sistemul Jupiter cu viteză mare. Pioneer 11 a făcut un zbor similar în 1974.  Datele trimise înapoi de cele două nave spațiale au fost folosite pentru a determina caracteristicile fizice ale satelitului  și au furnizat imagini ale suprafeței cu până la 400 kilometri (250 mi) de rezoluție.  Cea mai apropiată apropiere a lui Pioneer 10 a fost 446.250 km, de aproximativ 85 de ori diametrul lui Ganymede. 
Voyager 1 și Voyager 2 l-au studiat ambele Ganymede când au trecut prin sistemul Jupiter în 1979. Datele de la acele zboruri au fost folosite pentru a rafina dimensiunea lui Ganymede, dezvăluind că era mai mare decât Titan, satelitul lui Saturn, despre care se credea anterior că era mai mare.  Imaginile de la Voyager au oferit primele vederi ale terenului de suprafață canelat al satelitului. 
Zborurile Pioneer și Voyager se aflau toate la distanțe mari și la viteze mari, în timp ce zburau pe traiectorii nelegate prin sistemul Jupiter. Date mai bune pot fi obținute de la o navă spațială care orbitează în jurul lui Jupiter, deoarece îl poate întâlni pe Ganymede la o viteză mai mică și poate ajusta orbita pentru o apropiere mai mare. În 1995, sonda spațială Galileo a intrat pe orbita lui Jupiter și între 1996 și 2000 a făcut șase zboruri apropiate ale lui Ganymede.  Aceste zboruri au fost notate G1, G2, G7, G8, G28 și G29.  În timpul celui mai apropiat zbor (G2), Galileo a zburat la doar 264 km de suprafața lui Ganymede (cinci procente din diametrul satelitului),  care rămâne cea mai mare apropiere de orice navă spațială. În timpul zborului G1 din 1996, instrumentele Galileo au detectat câmpul magnetic al lui Ganymede.  Datele de la zborurile Galileo au fost folosite pentru a descoperi oceanul de sub suprafață, care a fost anunțat în 2001.   Spectrele cu rezoluție spațială ridicată ale lui Ganymede luate de Galileo au fost folosite pentru a identifica mai mulți compuși non-gheață de la suprafață. 
Sonda spațială New Horizons l-a observat și pe Ganymede, dar de la o distanță mult mai mare, când a trecut prin sistemul Jupiter în 2007 (în drum spre Pluto ). Datele au fost folosite pentru a efectua cartografierea topografică și compozițională a lui Ganymede.  
La fel ca Galileo, nava spațială Juno a orbitat în jurul lui Jupiter. Pe 25 decembrie 2019, Juno a efectuat un zbor la distanță al lui Ganymede în timpul celei de-a 24-a orbite a lui Jupiter, la o distanță de la 97.680 la 109.439 kilometri (60.696 la 68.002 mi). Acest zbor a oferit imagini ale regiunilor polare ale satelitului.   În iunie 2021, Juno a efectuat un al doilea zbor, la o distanță mai apropiată de 1.038 kilometri (645 mi).   Această întâlnire a fost concepută pentru a oferi o asistență gravitațională pentru a reduce perioada orbitală a lui Juno de la 53 de zile la 43 de zile. Au fost făcute imagini suplimentare ale suprafeței. 

### Misiuni viitoare
Jupiter Icy Moon Explorer (JUICE) va fi primul care va intra pe orbita în jurul lui Ganymede. În 2021 JUICE este în construcție, lansarea fiind planificată pentru august 2023.   Este destinat să efectueze primul zbor al lui Ganymede în 2031, apoi să intre pe orbită în 2032. Când nava spațială își consumă combustibilul, JUICE este planificat să fie deorbitat și să se prăbușească pe Ganymede în februarie 2034. 

### Misiuni propuse
Mai multe alte misiuni au fost propuse pentru a zbura pe lângă sau a-l orbita pe Ganymede, dar fie nu au fost selectate pentru finanțare, fie anulate înainte de lansare.
Jupiter Icy Moons Orbiter l-ar fi studiat pe Ganymede mai în detaliu.  Cu toate acestea, misiunea a fost anulată în 2005.  O altă propunere veche se numea Grandoarea lui Ganymede. 
Un orbitator Ganymede bazat pe sonda Juno a fost propus în 2010 pentru Planetary Science Decadal Survey.  Misiunea nu a fost susținută, Decadal Survey preferând în schimb misiunea Europa Clipper. 
Misiunea Europa Jupiter System (EJSM) a avut o dată propusă de lansare în 2020 și a fost o propunere comună a NASA și ESA pentru explorarea multor sateliți ai lui Jupiter, inclusiv a lui Ganymede. În februarie 2009 a fost anunțat că ESA și NASA au acordat prioritate acestei misiuni înaintea Misiunii Titan Saturn System.  EJSM urma să fie alcătuit din Jupiter Europa Orbiter condus de NASA, Jupiter Ganymede Orbiter condus de ESA și, posibil, un Jupiter Magnetospheric Orbiter condus de JAXA. Componentele NASA și JAXA au fost anulate ulterior, iar cele ale ESA păreau să fie și ele anulate,  dar în 2012 ESA a anunțat că va merge mai departe singură. Partea europeană a misiunii a devenit Jupiter Icy Moon Explorer (JUICE) (vezi mai sus). 
Institutul de Cercetare Spațială din Rusia a propus o misiune lander de astrobiologie pe Ganymede (GL) numită Laplace-P,  posibil în parteneriat cu JUICE.   Dacă este selectat, va fi lansat în 2023. 

## Galerie

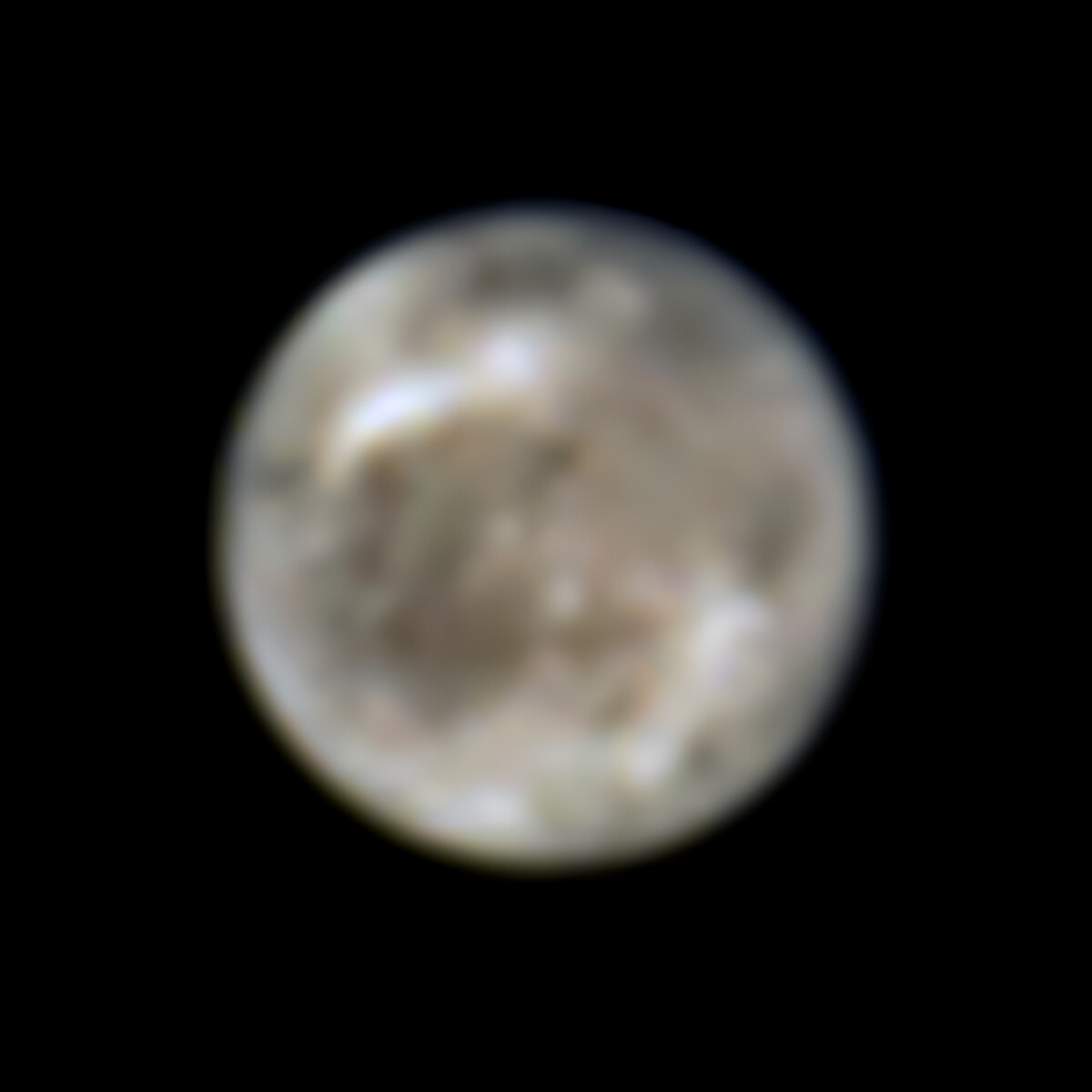
Imagine Hubble Space Telescope cu Ganymede făcută în 1996.
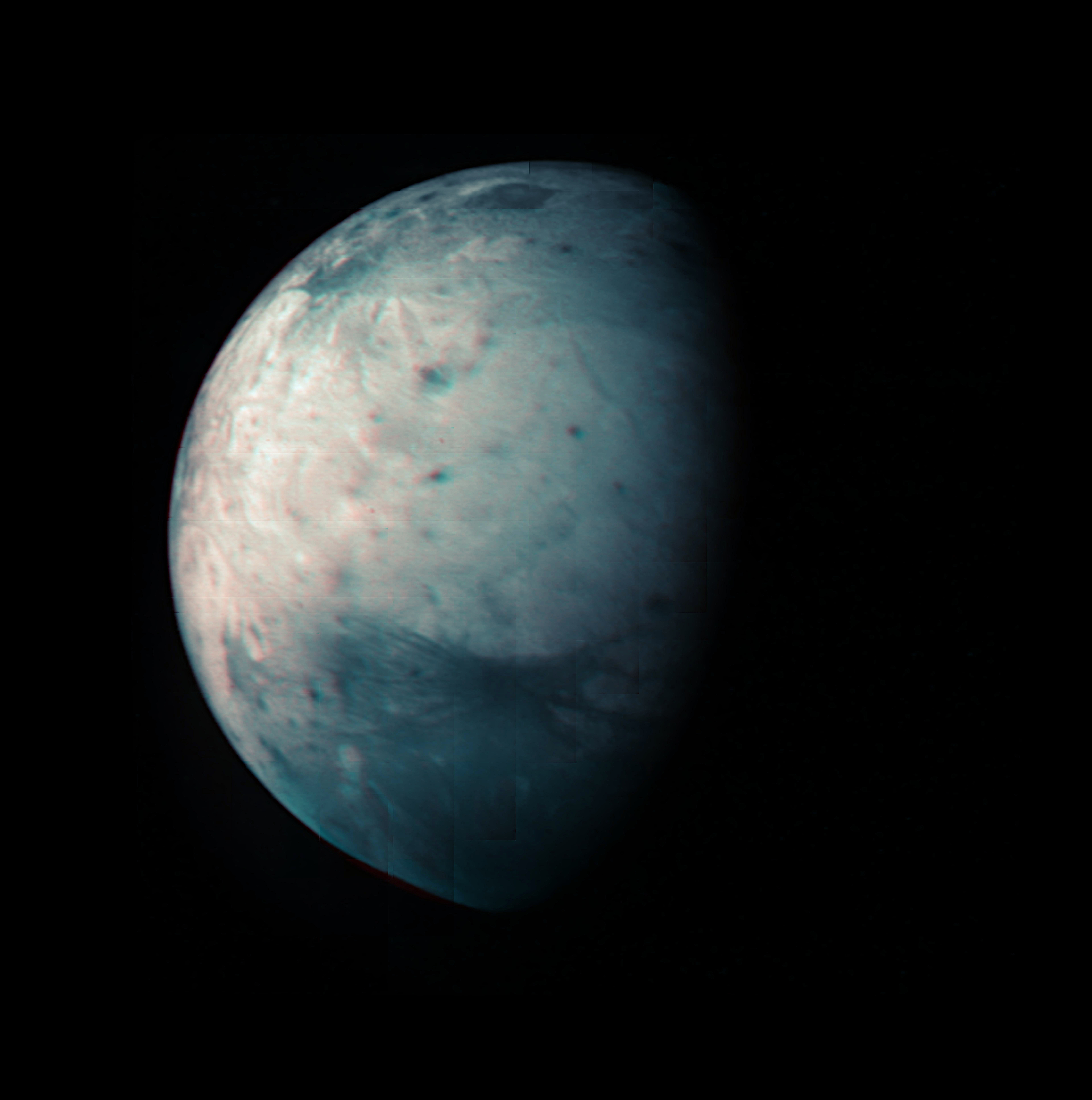
Imagine infraroșu cu Ganymede făcută în timpul zborului Juno în iulie 2021. Credite imagine : A. Mura -Juno/JIRAM - ASI/INAF/JPL-Caltech/SwRI